# Матесис, Павлос
Павлос Матесис (греч. Παύλος Μάτεσις; 12 января 1933 — 20 января 2013) — греческий романист, драматург и переводчик. Автор романа «Пёсья матерь».

## Биография
Родился в Диври, деревне на северо-западе Пелопоннеса, в номе Элида. До 19 лет жил во многих провинциальных городах материковой Греции, пока окончательно не обосновался в Афинах в качестве банковского служащего. Учился актёрскому мастерству в драматическом училище Христоса Вахлиотиса, а также музыке (скрипка) и многим иностранным языкам. Изучал английский, французский и испанский и впоследствии перевёл на греческий язык множество произведений мировой художественной классики. Оставил карьеру банковского служащего ради театра и литературы. Преподавал в Школе кино и телевидения Ликурга Ставракоса (1963—1964) и работал помощником режиссёра в Национальном театре (1971—1973).
Первую литературную известность ему принесла пьеса Станция (греч. Ο σταθμός), за ней последовала пьеса Церемония (греч. Η τελετή), получившая Государственную театральную премию в 1966 году. В 1989 году удостоился награды Каролоса Куна за пьесу Смотритель за растениями (греч. Περιποιητής φυτών).
В период 1974—1976 гг. писал сценарии к двум телесериалам, а также режиссировал их. Сериалы транслировались на государственном канале ΥΕΝΕΔ. Также был автором сценария и режиссёром сериала Госпожа Арсения, я Вас люблю (греч. Κυρία Αρσενία σ' αγαπώ), который постиг бесславный конец из-за резкой реакции президента ЕГЕ (Союза Женщин Греции), Маргариты Папандреу (супруга тогдашнего премьер-министра Андреоса Папандреу), и вместо запланированных 13 серий было показано только 6.
Много занимался переводами. Переводил таких авторов, как Уильям Шекспир, Бен Джонсон, Аристофан, Жан-Батист Мольер, Хенрик Ибсен, Пьер-Огюстен Карон де Бомарше, Роже Витрак, Антонен Арто, Гарольд Пинтер, Дэвид Мэмет и других.
В прозе дебютировал сборником рассказов Рассказы (греч. Διηγήματα) в 1978 году, за которым последовал роман Афродита (греч. Αφροδίτη) 1988 года. Но настоящая популярность пришла после выхода романа Пёсья матерь (греч. Η μητέρα του σκύλου) в 1990 году. Роман был переведён на многие иностранные языки и в 1998 году удостоился премии грекоязычного сообщества Южной Италии, а также премии критиков в 2000 году и итальянской премии Джузеппе Ачерби в 2002 году.
Умер 20 января 2013 года в возрасте 80 лет в Афинах.

#### Пьесы
- Станция (греч. Ο σταθμός), 1964
- Церемония (греч. Η τελετή), 1966
- Биохимия (греч. Βιοχημεία), 1971
- Призрак Рамона Новарро (греч.Το φάντασμα του κυρίου Ραμόν Νοβάρο), 1973
- Η ποδοσφαιρική βραδιά της μεγαλειοτάτης, 1973
- Μικροαστικό δίκαιο, 1983
- Изгнание (греч. Εξορία), 1983
- Волк, волк (греч. Λύκε-λύκε), 1984
- Смотритель за растениями (греч. Περιποιητής φυτών), 1989
- По направлению к Элевсину (греч. Προς Ελευσίνα), 1995
- Гул (греч. Η βουή), 1997
- Ангел-хранитель в аренду (греч. Ενοικιάζεται φύλακας άγγελος), 2002

#### Проза
- Рассказы (греч. Διηγήματα), 1976
- Афродита (греч. Αφροδίτη), 1988
- Пёсья матерь (греч. Η μητέρα του σκύλου), 1990
- Ветхий днями (греч. Ο παλαιός των ημερών), 1994
- Всегда хорошо (греч. Πάντα καλά), 1998
- Тёмный проводник (греч. Σκοτεινός οδηγός), 2002
- Миртос (греч. Μύρτος), 2004
- Альдебаран (греч. Αλδεβαράν), 2007
- Graffito, 2009